# Puerto de El Morredero
El puerto de El Morredero (Morredeiru, en dialecto cabreirés)
es un puerto de montaña ubicado en la comarca de El Bierzo (León, Castilla y León, España), situado antes del puerto de los Portillinos, que comunica con la comarca de La Cabrera Alta y que ofrece acceso a la estación de esquí de El Morredero. Está situado a una altitud de 1731 m.